# Ormes (Loiret)
Ormes is een gemeente in het Franse departement Loiret (regio Centre-Val de Loire). De plaats maakt deel uit van het arrondissement Orléans. Ormes telde op 1 januari 2022 4.341 inwoners.

## Geografie
De oppervlakte van Ormes bedroeg op 1 januari 2022 18,15 vierkante kilometer; de bevolkingsdichtheid was toen 239,2 inwoners per km².

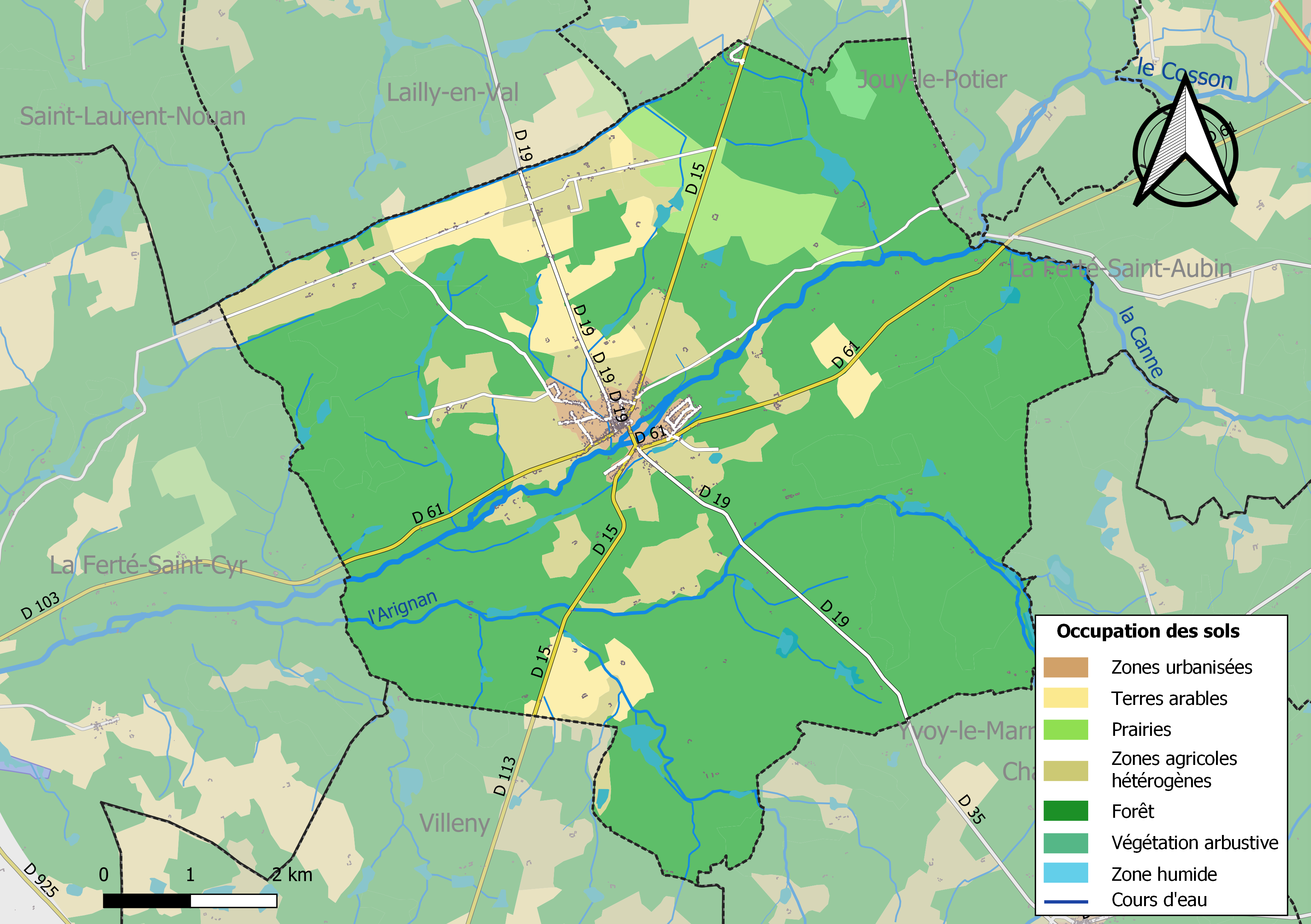
Kaart van de gemeente met de belangrijkste infrastructuur, bodemgebruik en omliggende gemeenten

## Demografie
Onderstaande figuur toont het verloop van het inwonertal (bron: INSEE-tellingen).